# Now & Forever: The Hits
Now & Forever: The Hits é o primeiro álbum de compilação do girl group norte-americano TLC. Via Arista Records, foi lançado em 30 de setembro de 2003, no Japão, em 24 de novembro de 2003, no Reino Unido e em 21 de junho de 2005, na América do Norte .
O álbum compreende quase todos os seus singles (excluindo "Hands Up" e "Dear Lie") lançados entre os anos de 1991 e 2003, compilando todos os seus álbuns Ooooooohhh... On the TLC Tip (1992), CrazySexyCool (1994), FanMail (1999) e 3D (2002), bem como a trilha sonora do filme Poetic Justice (1993). A maioria das faixas deste álbum são edições de rádio para encaixar todas as músicas em um disco. O álbum contém faixas como uma produção inédita "Come Get Some" de 2003, que contou com Sean Paul e Lil Jon do YoungBloodz, uma faixa que sobrou das sessões de gravação do 3D. Em setembro de 2005, o álbum foi anexado com um download digital de "I Bet", o single que contou com o vencedor O'so Krispie de seu reality show da UPN, R U the Girl.
O álbum estreou para o número 53 na parada de álbuns da Billboard 200 em sua semana de abertura, com cerca de 26.000 cópias vendidas. Ele reentrou brevemente no Billboard 200 no número 169 em novembro de 2013, após o lançamento do filme biográfico do grupo CrazySexyCool: the TLC Story no VH1. No entanto, o álbum foi bem na América Latina, alcançando o topo das paradas de álbuns do Mexican International em primeiro lugar e foi certificado como Ouro no final de 2004 (50 mil cópias vendidas). O álbum vendeu mais de 800.000 cópias em todo o mundo.

## Faixas
| N.º            | Título                                                          | Compositor(es) | Produtor(es)                 | Duração |  |
| 1.             | "Ain't 2 Proud 2 Beg"                                           | Dallas Austin Lisa "Left Eye" Lopes Robert Bell Claydes Smith Robert Mickens Donald Boyce Richard Westfield Dennis Thomas Ronald Bell George Brown Hamish Stuart Owen McIntyre Alan Gorrie Stephen Ferrone Malcolm Duncan Roger Ball | Ooooooohhh... On the TLC Tip | 4:08    |  |
| 2.             | "What About Your Friends"                                       | Austin Lopes | Ooooooohhh... On the TLC Tip | 4:04    |  |
| 3.             | "Hat 2 da Back"                                                 | Austin Lopes Kevin Wales | Ooooooohhh... On the TLC Tip | 4:07    |  |
| 4.             | "Get It Up"                                                     | Prince | Poetic Justice               | 4:14    |  |
| 5.             | "Baby-Baby-Baby"                                                | LA Reid Babyface Daryl Simmons | Ooooooohhh... On the TLC Tip | 3:58    |  |
| 6.             | "Creep"                                                         | Austin | CrazySexyCool                | 4:26    |  |
| 7.             | "Red Light Special"                                             | Babyface | CrazySexyCool                | 4:37    |  |
| 8.             | "Waterfalls"                                                    | Marquez Etheridge Lopes Organized Noize | CrazySexyCool                | 4:18    |  |
| 9.             | "Diggin' On You"                                                | Babyface | CrazySexyCool                | 4:15    |  |
| 10.            | "Kick Your Game"                                                | Jermaine Dupri Manuel Seal Lopes | CrazySexyCool                | 4:14    |  |
| 11.            | "Silly Ho"                                                      | Austin | FanMail                      | 4:16    |  |
| 12.            | "No Scrubs" (Versão de Rap)                                     | Kevin Briggs Kandi Burruss Tameka Cottle Lopes | FanMail                      | 3:38    |  |
| 13.            | "Unpretty"                                                      | Austin Tionne "T-Boz" Watkins | FanMail                      | 4:00    |  |
| 14.            | "Come Get Some" (featuring Lil' Jon & Sean Paul do YoungbloodZ) | Jonathan Smith Watkins Chilli Burruss Craig Love Sean Paul Joseph | Anteriormente não lançado    | 4:19    |  |
| 15.            | "Girl Talk"                                                     | Edmund Clement Burruss Lopes Anita McCloud Watkins | 3D                           | 3:36    |  |
| 16.            | "Damaged"                                                       | Austin Watkins | 3D                           | 3:52    |  |
| 17.            | "Whoop De Woo"                                                  | Austin Burruss Lopes | Anteriormente não lançado    | 3:52    |  |
| 18.            | "In Your Arms Tonight"                                          | Pharrell Williams | 3D                           | 4:30    |  |
| 19.            | "Turntable"                                                     | Rodney Jerkins Watkins Fred Jerkins Daniel Moore Lashawn Daniels Tomi Martin | 3D                           | 3:25    |  |
| Duração total: | Duração total:                                                  | Duração total: | Duração total:               | 96:57   |  |

| Faixa bônus de download digital |                |                                              |                           |         |  |
| N.º                             | Título         | Compositor(es)                               | Produtor(es)              | Duração |  |
| 20.                             | "I Bet"        | Richard Butler Melvin Coleman Chilli Watkins | Anteriormente não lançado | 3:21    |  |
| Duração total:                  | Duração total: | Duração total:                               | Duração total:            | 100:18  |  |

| DVD de edição da edição britânica |                       |                  |         |  |
| N.º                               | Título                | Diretor          | Duração |  |
| 1.                                | "Ain't 2 Proud 2 Beg" | Lionel C. Martin | 5:33    |  |
| 2.                                | "Waterfalls"          | F. Gary Gray     | 4:38    |  |
| 3.                                | "Creep"               | Matthew Rolston  | 6:00    |  |
| 4.                                | "No Scrubs"           | Hype Williams    | 4:40    |  |
| 5.                                | "Unpretty"            | Paul Hunter      | 6:21    |  |

| Edição japonesa |                           |                              |         |  |
| N.º             | Título                    | Remix                        | Duração |  |
| 1.              | "Ain't 2 Proud 2 Beg"     | Dallas Dirt Mix              | 5:33    |  |
| 2.              | "What About Your Friends" | Extended Remix               | 4:38    |  |
| 3.              | "Creep"                   | Jermaine's Jeep Mix          | 6:00    |  |
| 4.              | "Red Light Special"       | Gerald Hall's Remix          | 4:40    |  |
| 5.              | "Waterfalls"              | ONP Remix                    | 6:21    |  |
| 6.              | "Diggin' On You"          | LA's Live Remix              | 4:40    |  |
| 7.              | "Unpretty"                | Don't Look Any Further Remix | 4:40    |  |

## Créditos
- Dallas Austin – arranjador, vocais, produtor, produtor executivo
- Darkchild – teclados, produtor
- The Neptunes – produtor
- Lil' Jon – produtor
- Lisa "Left Eye" Lopes – vocais
- Rozonda "Chilli" Thomas – vocais
- Tionne "T-Boz" Watkins – vocais
- Debra Killings – vocais de fundo

## Paradas

### Paradas Semanais
| Chart (2003)                           | Maior posição |
| -------------------------------------- | ------------- |
| EUA (Billboard 200)                    | 53            |
| EUA (Billboard Top R&B/Hip-Hop Albums) | 1             |
| Nova Zelândia (RIANZ)                  | 33            |
| Reino Unido (OCC)                      | 86            |